# 黑緣刺鯊
黑緣刺鯊（學名：Centrophorus atromarginatus），又名黑緣尖鰭鮫，是刺鯊屬下的一種鯊魚。

## 身體特徵
黑緣刺鯊沒有臀鰭，兩條背鰭都有大的鰭棘，第一背鰭較短，第二背鰭則較高，尾鰭端呈尖角及修長。上顎及下顎的牙齒單尖呈劍狀，下顎的牙齒較上顎的大。吻長而闊。牠們長達87厘米。

## 分佈
黑緣刺鯊分佈在印度太平洋區域，在亞丁灣、日本、台灣及北巴布亞新畿內亞。

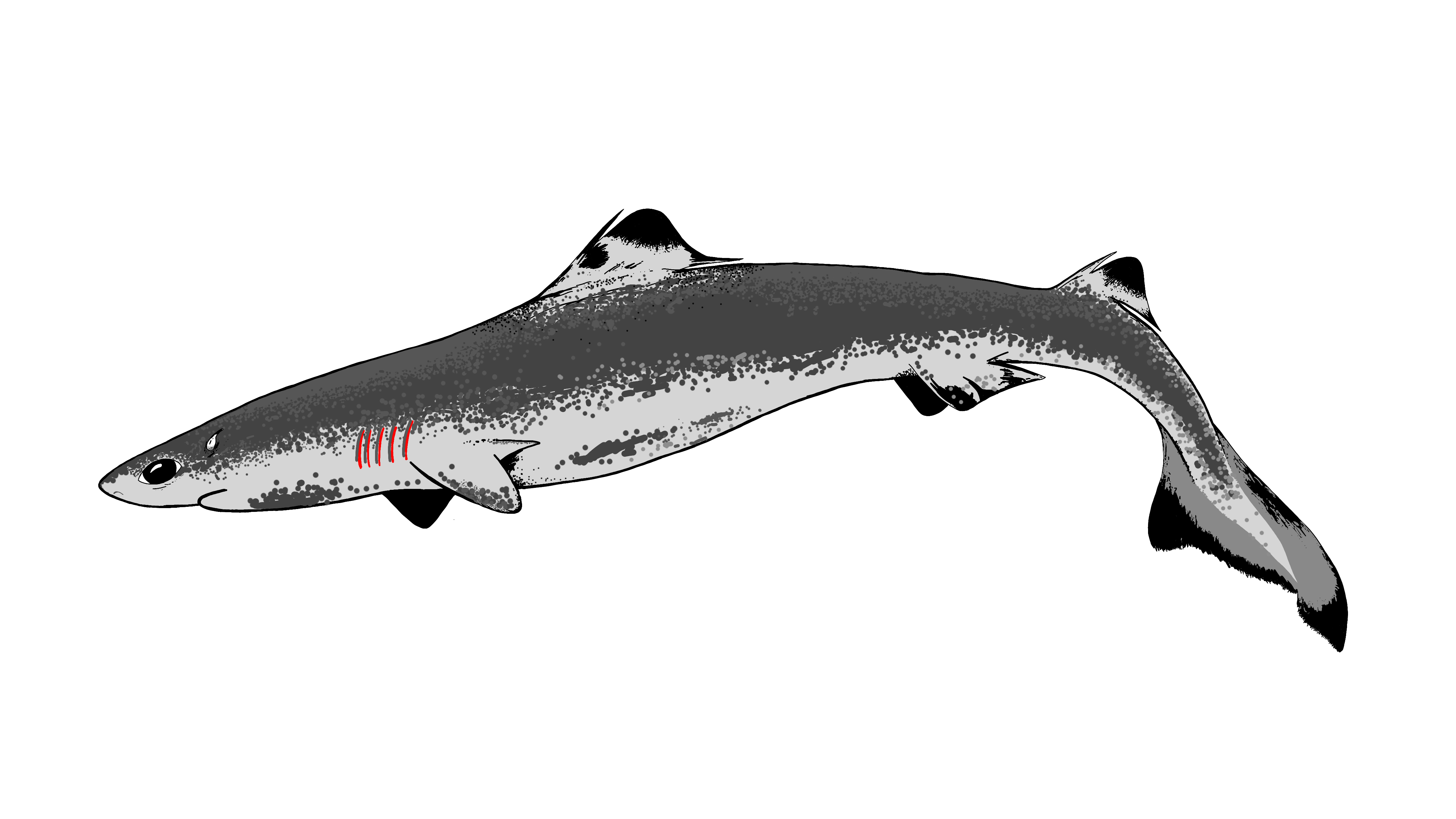
Centrophorus atromarginatus 插图

## 習性及棲息地
黑緣刺鯊棲息在上大陸坡450米水深處。牠們都是卵胎生的。